# Делунч, Энн Катрин
Энн Катрин Делунч (род. 5 ноября 1978, Оберне, Нижний Рейн, Эльзас, Франция) — французская спортсменка, борец вольного стиля. Бронзовый призёр чемпионата мира (2007). Серебряный призёр Средиземноморских игр (2005). Бронзовый призёр чемпионата Европы (2005).

## Биография
Родилась 5 ноября 1978 года в коммуне Оберне. Женской вольной борьбой занималась с 1994 года. Тренировалась в клубе Шатнуа (Эльзас) . Выступала за сборную команду Франции. Рост 157 сантиметров. Вес 51 килограмм.
Известна во Франции под прозвищем «Nanou».
23 августа 1996 года заняла второе место на прошедшем в датском городе Рёдбю чемпионате Европы среди девушек в весовой категории до 56 килограмм.
1 апреля 1997 года заняла пятое место на открытом первенстве Австрии среди женщин в весовой категории до 56 килограмм. 23 августа того же года заняла первое место на прошедшем в чешском городе Градец-Кралове чемпионате Европы среди девушек в весовой категории до 54 килограмм.
6 июня 1998 года заняла второе место на прошедшем в греческом городе Патры чемпионате Европы среди девушек в весовой категории до 54 килограмм. 8 августа того же года заняла четвёртое место на прошедшем в норвежском городе Фредрикстад чемпионате мира среди девушек в той же весовой категории.
29 апреля 1999 года заняла четвёртое место на прошедшем в австрийском посёлке Гётцис чемпионате Европы среди женщин в весовой категории до 51 килограмма. 10 сентября того же года заняла седьмое место на прошедшем в шведском городе Боден чемпионате мира среди женщин в той же весовой категории.
6 апреля 2000 года заняла четвёртое место на прошедшем в венгерской столице Будапешт чемпионате Европы среди женщин в весовой категории до 51 килограмма. 1 сентября того же года заняла четырнадцатое место на прошедшем в болгарской столице София чемпионате мира среди женщин в той же весовой категории.
1 мая 2003 года заняла четвёртое место на прошедшем в латвийской столице Рига чемпионате Европы среди женщин в весовой категории до 51 килограмма. 13 июня того же года заняла седьмое место на открытом первенстве Австрии среди женщин в весовой категории до 48 килограмм. 12 сентября того же года заняла шестое место на прошедшем в американском городе Нью-Йорк чемпионате мира среди женщин в весовой категории до 51 килограмма.
12 апреля 2005 года заняла третье место на прошедшем в болгарском городе Варна чемпионате Европы среди женщин в весовой категории до 48 килограммов. 20 мая того же года заняла четвёртое место на прошедшем во французском городе Клермон-Ферран кубке мира среди женщин в той же весовой категории. 26 июня того же года заняла второе место на прошедших в испанском городе Альмерия Средиземноморских играх среди женщин в той же весовой категории. 28 сентября того же года заняла семнадцатое место на прошедшем в венгерском Будапеште чемпионате мира среди женщин в той же весовой категории.
8 февраля 2006 года заняла четвёртое место на международном турнире памяти Дейва Шульца среди женщин в весовой категории до 48 килограммов. 25 апреля того же года заняла седьмое место на прошедшем в российской столице Москва чемпионате Европы среди женщин в той же весовой категории. 2 июня того же года заняла первое место на Гран-при Германии среди женщин в той же весовой категории. 8 июня того же года заняла третье место на открытом первенстве Австрии среди женщин в той же весовой категории. 29 сентября того же года заняла двадцать второе место на прошедшем в китайском городе Гуанчжоу чемпионате мира среди женщин в той же весовой категории.
3 марта 2007 года заняла первое место на международном турнире Klippan Lady Open среди женщин в весовой категории до 48 килограмм. 17 апреля того же года заняла одиннадцатое место на прошедшем в болгарской Софие чемпионате Европы среди женщин в той же весовой категории. 9 июня того же года заняла второе место на открытом первенстве Австрии среди женщин в весовой категории до 51 килограмма. 21 сентября того же года заняла третье место на прошедшем в азербайджанской столице Баку чемпионате мира среди женщин в той же весовой категории.
В ноябре 2014 года сменила Диего Лобрутто на посту технического советника комитета по борьбе в Гранд-Эсте.
Летом 2021 года, оставаясь техническим советником комитета по борьбе в Гранд-Эсте, выступила в роли консультанта (спортивного комментатора) соревнований по борьбе на Летних Олимпийских играх в Токио для телеканала France Télévisions.